# 1682 w polityce

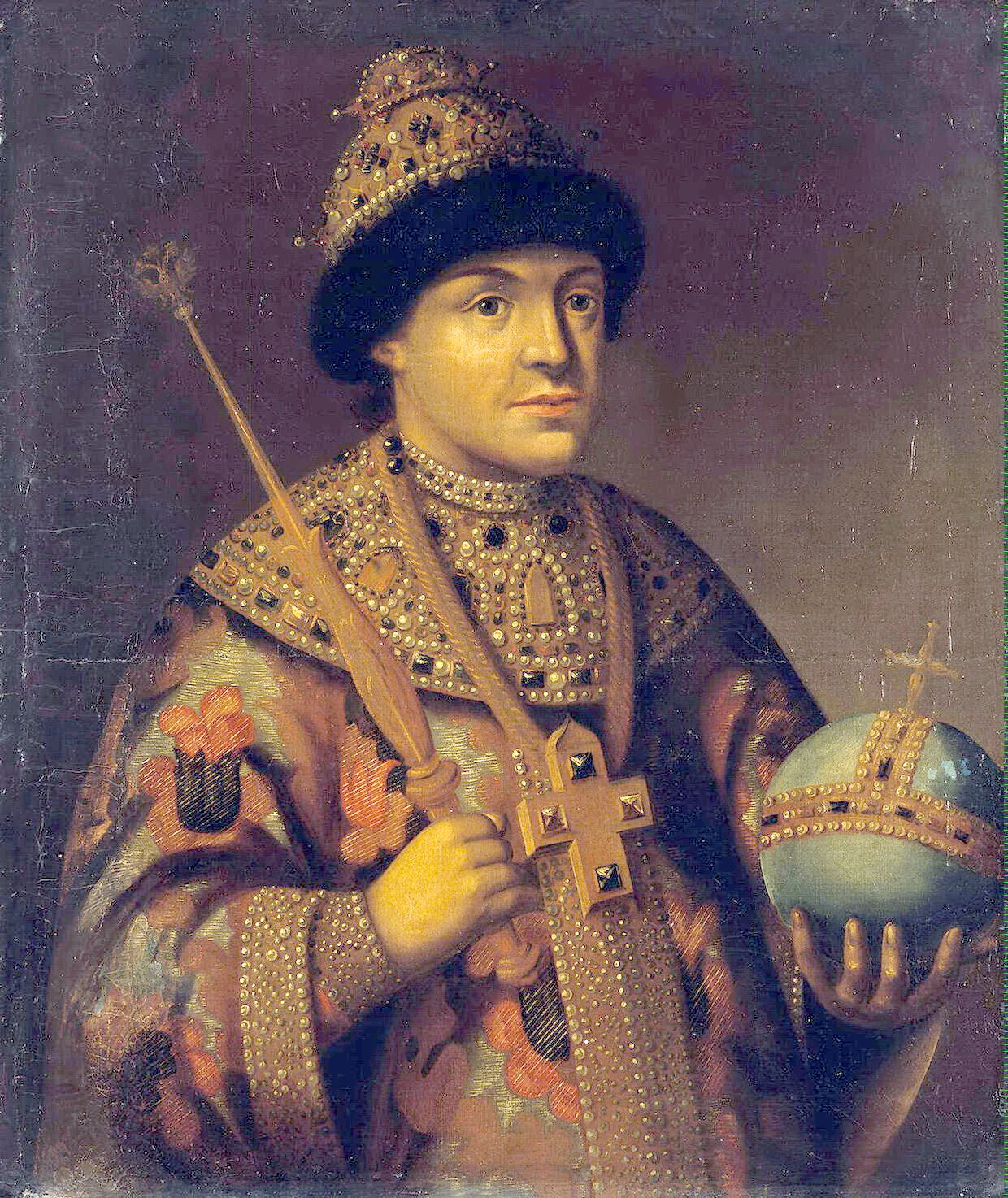
Fiodor III Romanow

Wydarzenia polityczne w 1682 roku.

## Zmarli
- 4 kwietnia — Michał Kazimierz Pac, hetman litewski[1].
- 7 maja — Fiodor III Romanow, car Rosji[2].